# IC 3943
IC 3943 — галактика типу S0-a (спіральна галактика) у сузір'ї Волосся Вероніки.
Цей об'єкт міститься в оригінальній редакції індексного каталогу.